# Esquerra Democràtica (Grècia)
L'Esquerra Democràtica (en grec: Δημοκρατική Αριστερά - ΔΗΜ.ΑΡ., Dimokratikí Aristerá - DIMAR) va ser un partit grec creat el 2010 a partir de l'ala moderada del partit SÍRIZA.

## Història
Dimar va ser fundat al juny de 2010, quan membres de l'«ala renovelladora» (Ανανεωτική Πτέρυγα) del partit Sinaspismós, integrat en la coalició SÍRIZA, van abandonar el partit, durant el seu sisè congrés. Quatre membres de SÍRIZA al Parlament grec, es van unir al nou partit, seguits per 550 activistes. A la seva primera conferència nacional, DIMAR va nomenar líder a Fotis Kuvelis.
A les eleccions legislatives gregues de maig de 2012, Dimar va aconseguir el 6,1% dels vots i 19 diputats, mentre que a les de juny del mateix any va aconseguir el 6,3% dels vots i 17 diputats, convertint-se en la sisena força política del Parlament grec. El 20 de juny el líder de Nova Democràcia Andonis Samaràs va jurar el seu càrrec com nou president del Govern, gràcies al pacte assolit amb el PASOK i el propi partit, encara que aquests no ocupen cap cartera ministerial. Un any més tard, tanmateix, DIMAR va abandonar la coalició de govern després de l'ordre de tancament de la radiotelevisió pública grega.
A les eleccions europees de 2014 no obtenen cap representació, antecedint el desastre de les legislatives, on perdrien tota la representació malgrat presentar-se conjuntament amb els Verds. A les eleccions anticipades de setembre de 2015 participarien de la'Alineació Democràtica (DISY) impulsada pel PASOK, guanyant un sol escó dels disset conjunts, i de la posterior plataforma àmplia Moviment pel Canvi (KINAL), que abandonarien al 2019. Al mateix any decideixen tornar a participar dins Syriza, dissolent definitivament el partit al 2022.

## Resultats electorals

### Parlament Hel·lènic
| Any       | Líder                    | Parlament Hel·lènic | Parlament Hel·lènic | Parlament Hel·lènic | Parlament Hel·lènic | Parlament Hel·lènic | Pos. | Govern                    |
| Any       | Líder                    | Vots                | %                   | +/-                 | Escons              | +/−                 | Pos. | Govern                    |
| --------- | ------------------------ | ------------------- | ------------------- | ------------------- | ------------------- | ------------------- | ---- | ------------------------- |
| 2012 (I)  | Fotis Kouvelis           | 386,394             | 6.1%                | Nou                 | 19 / 300            | Nou                 | 7è   | Oposició                  |
| 2012 (II) | Fotis Kouvelis           | 384,986             | 6.2%                | +0.1                | 17 / 300            | 2                   | 6è   | Coalició (ND-PASOK-DIMAR) |
| 2015 (I)  | Fotis Kouvelis           | 30,074              | 0.5%                | -5.7                | 0 / 300             | 17                  | 13è  | Extraparlamentari         |
| 2015 (II) | Thanasis Theocharopoulos | Dins DISY           | Dins DISY           | Dins DISY           | 1 / 300             | 1                   | 4t   | Oposició                  |
| 2019      | Thanasis Theocharopoulos | Dins SYRIZA         | Dins SYRIZA         | Dins SYRIZA         | 0 / 300             | 1                   | 2n   | Oposició                  |

### Parlament Europeu
| Parlament Europeu | Parlament Europeu        | Parlament Europeu | Parlament Europeu | Parlament Europeu | Parlament Europeu | Parlament Europeu | Parlament Europeu |
| Any               | Líder                    | Vots              | %                 | +/-               | Escons            | +/−               | Pos.              |
| ----------------- | ------------------------ | ----------------- | ----------------- | ----------------- | ----------------- | ----------------- | ----------------- |
| 2014              | Fotis Kouvelis           | 68,873            | 1.2%              | Nou               | 0 / 21            | Nou               | 10è               |
| 2019              | Thanasis Theocharopoulos | Dins SYRIZA       | Dins SYRIZA       | Dins SYRIZA       | 0 / 21            | =                 | 2n                |